# Model climàtic

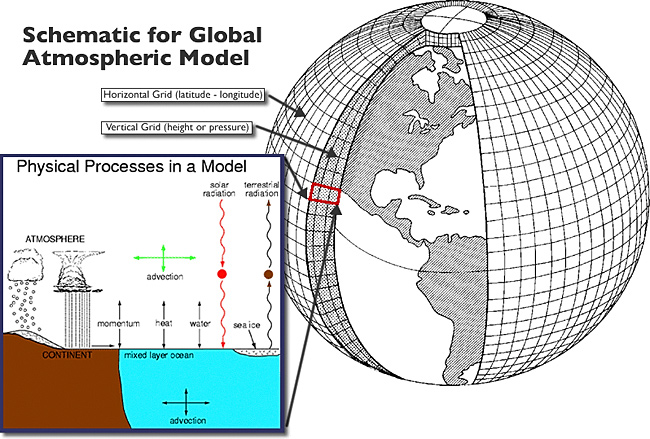
Els models climàtics usen sistemes d'equacions diferencials basats en les lleis de la física, dinàmica de fluids i la química.

Els models climàtics són models que fan servir mètodes quantitatius per simular les interaccions entre l'atmosfera terrestre, els oceans, la superfície terrestre i la criosfera (gel). Es fan servir amb intencions variades que van des de l'estudi de la dinàmica del sistema del clima fins a les projeccions d'un clima futur. Les prediccions per ordinador del clima de la Terra es fan en un model de clima global.
Els models més coneguts en anys recents són els que relacionen la temperatura a l'emissió humana de gasos com el diòxid de carboni. Aquests models preveuen la tendència a augmentar les temperatures de la superfície de la Terra, com també un increment major a les latituds més altes.
Els models poden anar des dels relativament simples als força complexos:
- Models caixa:són versions simplificades de sistemes més complexos reduint-los a caixes o reservoris lligats a fluxs.[1]
- Models zero-dimensionals: Són models molt simples i força instructius.
- Models radiativo-conductius: Poden determinar l'efecte de la variació de les concentracions dels gasos hivernacle i l'efecte sobre la temperatura.
- Models de dimensions més altes: EMICs (Earth-system Models of Intermediate Complexity), GCMs (Global Climate Models o General circulation models).

## Models climàtics a internet
- Dapper/DChart  Arxivat 2011-12-23 a Wayback Machine..
- http://www.ccsm.ucar.edu/ Arxivat 2008-10-06 a Wayback Machine. — NCAR/UCAR Community Climate System Model (CCSM)
- http://www.climateprediction.net Arxivat 2009-02-27 a Wayback Machine. — fes tu mateix la teva predicció climàtica
- http://www.giss.nasa.gov/tools/modelE/ — de la NASA/GISS (Goddard Institute for Space Studies)
- http://edgcm.columbia.edu/ Arxivat 2015-03-23 a Wayback Machine. — model original de la NASA/GISS
- http://www.cccma.bc.ec.gc.ca/ Arxivat 2006-11-24 a Wayback Machine. — CCCma
- http://nomads.gfdl.noaa.gov/CM2.X/ Arxivat 2019-07-06 a Wayback Machine. — NOAA /
- http://www.climate.uvic.ca/ — University of Victoria Descarregable lliurement.